# المجموعة الفردانية B
المجموعة الفردانية B أو B-M60 أو السُّلالة B، هي مجموعة فردانيَّة بشريَّة ذكوريَّة شائعة بين الذكور في أفريقيا. وهو فرع أساسي من المجموعة الفردانية BT.
تُعتبر السُّلالة B شائعة في أجزاء من إفريقيا، وخاصة الغابات الاستوائية في غرب وسط أفريقيا. كما يُلاحظ أنها مجموعة فردانيَّة من الأسلاف ليس فقط من البيغمي المعاصرين مثل باكا ومبوتي، ولكن أيضًا من هادزاويين من تنزانيا، الذين غالبًا ما تم اعتبارهم، إلى حد كبير بسبب بعض السمات النموذجية للغتهم، من بقايا شعب خويسان في شرق أفريقيا.

## التوزع
وفقًا لإحدى الدراسات التي أجريت على الحمض النووي للسكان في السودان، تم العثور على السُّلالة B في حوالي 30% (16/53) من جنوب السودان ، 16% (5/32) ومن سكان الهوسا المحليين، 14% (4/ 28) من النوبيين وسط السودان، 3.7% (8/216) من شمال السودان (ولكن فقط بين الأقباط والنوبيين)، و2.2% (2/90) من غرب السودان. وفقا لدراسة أخرى، تم العثور على المجموعة الفردانية B في حوالي 15٪ من الذكور السودانيين، بما في ذلك 12.5٪ (5/40) B2a1a1a1 (M109 / M152) و 2.5٪ (1/40) B-M60 (xM146، M150، M112).
في مدغشقر، تم العثور على المجموعة الفردانية B-M60 في حوالي 9% من الذكور الملغاشيين، بما في ذلك 6% (2/35) B-M60(xB2b-50f2(P)) و3% (1/35) B2b-50f2(P) ).
يُظهر الحمض النووي لشجرة العائلة عددًا كبيرًا من الأشخاص من السُّلالة B، وتحديدًا (B-M181) الذين يدعون أصولهم من شبه الجزيرة العربية (المملكة العربية السعودية في الغالب، ولكن أيضًا في الكويت والبحرين واليمن وقطر والعراق والإمارات العربية المتحدة وعمان) . لا يسمح مع ذلك بأخذ العينات بنسب ذات معنى، ولكن وجود المجموعة الفردانية أمر مؤكد بقوة.
في محافظة هرمزغان في إيران، تم العثور على السُّلالة B في 8.2% من عينة مكونة من 49 شخصًا قشمي ، وفي 2.3% من عينة مكونة من 131 شخصًا بنداري . 
في المملكة المتحدة، تم العثور على السُّلالة B (xM218) بواسطة شركة شجرة العائلة في فرد واحد.
تم العثور على المجموعة الفردانية B-M236 في 4% (2/48) من عينة من ذكور الباميليكي من جنوب الكاميرون.

## أنظر أيضا
- المجموعة الفردانية A
- المجموعة الفردانية A0-T

## روابط خارجية
- مشروع المجموعات الفردانية الأفريقي في شركة شجرة العائلة
- مشروع السُّلالة B في شركة شجرة العائلة
- انتشار السُّلالة B، من ناشيونال جيوغرافيك